# Kalklinbanan Forsby-Köping
Kalklinbanan Forsby-Köping var en 41,2 km lång transportlinbana för kalk som gick från Forsby kalkbrott i Södermanland till Köping i Västmanland. Linbanan invigdes 1941 och gick genom kommunerna Vingåker, Katrineholm, Eskilstuna, Kungsör och Köping. Slutdestination var fabriken vid hamnen i Köping, där det tillverkades cement fram till 1978 men numera[när?] endast andra typer av kalkprodukter. Då den byggdes var banan Europas längsta, och från 1987 fram till rivningen 2013 världens längsta fungerande linbana.
Rivning av Kalklinbanan påbörjades av ägaren Nordkalk den 26 juni 2013, då den kördes för sista gången för att samla in korgarna som skrot. Kablarna började monteras ned i augusti samma år. Rivning av stolparna påbörjades i slutet av 2013.

## Linbanemuseet
Linbanemuseet i Malmberga/Västermo är ett museum som beskriver kalklinbanans verksamhet. Det invigdes den 26 maj 2018 och är beläget vid före detta mellanstationen Malmberga i Västermo socken. Linbanans konstruktion och automatik beskrivs i en bok med Knut Barr som huvudredaktör.

## Kalkbrottet
I Österåkers socken i Vingåkers kommun mellan sjöarna Hjälmaren och Öljaren, vid linbanans ena ändstation, ligger Forsby kalkbrott. Marken ägdes från början av Forsby säteri som bröt kalk för husbehov. 1938 köpte Skånska Cement AB marken och började bryta kalk i industriell skala. Idag[när?] ägs anläggningen av Nordkalk.

## Bygget
| Resurs        | Mängd                |
| ------------- | -------------------- |
| Betong        | 15 000 m³            |
| Armeringsjärn | 1 000 ton            |
| Arbetsstyrka  | 300 pers             |
| Arbetstid     | 800 000 persontimmar |
| Totalkostnad  | 4 Mkr                |

Linbanan byggdes 1939–1941 av AB Nordströms Linbanor på uppdrag av Skånska Cement, samtidigt med kalkbruket i Forsby och dess cementfabrik i Köping. En arbetsstyrka på 300 man uppförde anläggningen med en takt på 2,1 km/månad. Beslutet att bygga en linbana togs efter jämförelser med andra transportmedel: lastbil, järnväg och även lastfartyg genom Hjälmare kanal. En linbana visade sig mest kostnadseffektiv på längre sikt, vilket var viktigt eftersom transporterna vid denna tid utgjorde en väsentlig del av totalpriset för cementen som producerades. Vid planeringen tog särskild hänsyn till den omgivande naturen, i synnerhet vid korsningen med Hjälmaren.

### Anläggningar

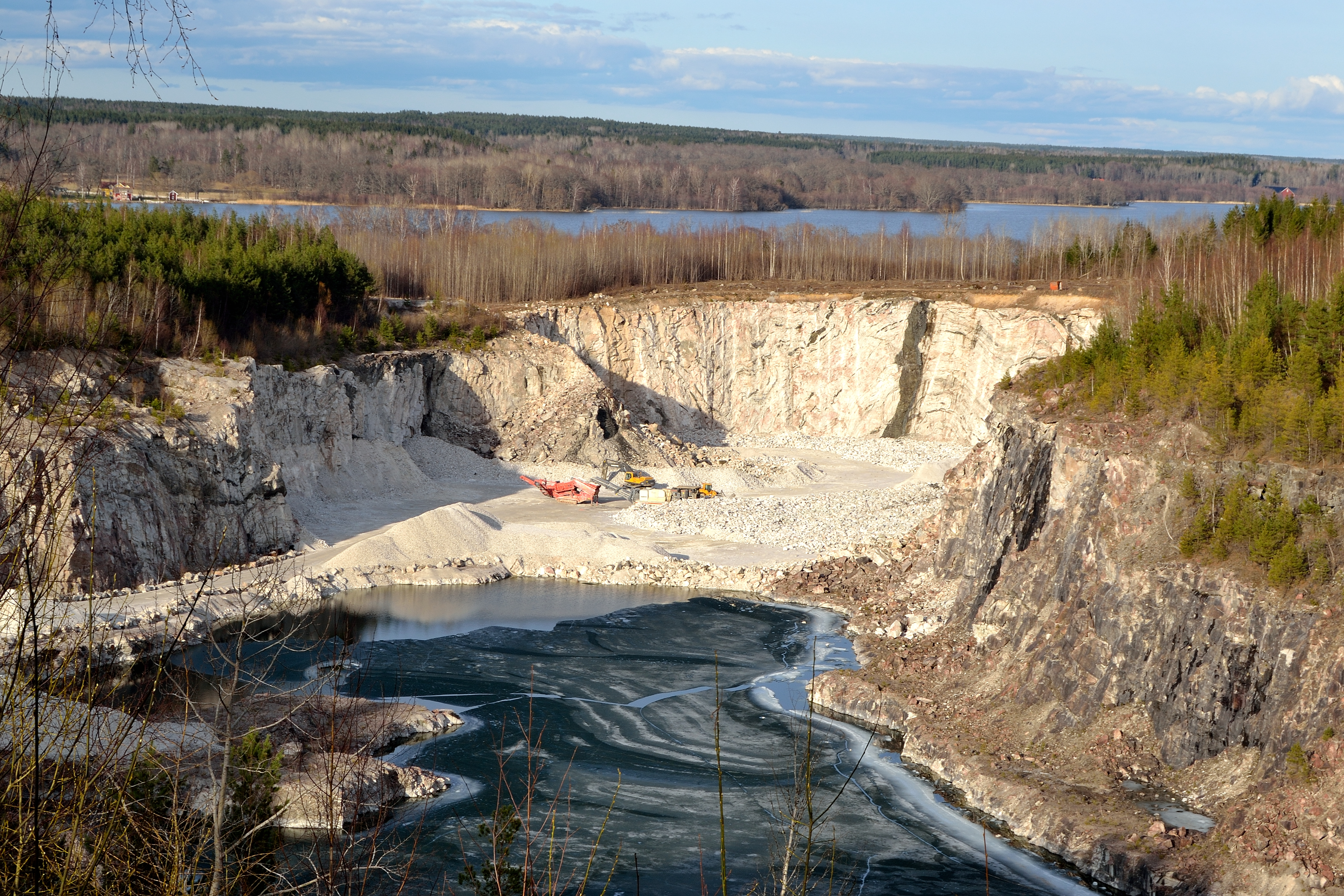
Forsby kalkbrott

Sammanbyggt med linbanestationen i Forsby finns sju silor för grovkrossad kalksten. Därtill finns maskinverkstad för linbanevagnarna, verkstad för truckarna, mekanisk verkstad för övriga maskiner, transformatorhus, smedja och gruvstuga (rastlokal) för arbetarna. Till verkstaden går sidospår för linbanekorgarna från lastningsbyggnaden, dessa fungerar också som uppställningsplats för korgar som inte är i rotation.
Vid drivstationen i Malmberga finns banans andra verkstad. Där ligger också personalbostäder; tre hus precis vid stationen och ytterligare nio cirka en kilometer därifrån. Personalbostäder uppfördes vid samtliga stationer i etapper mellan 1941 och 1964.  Bostäderna såldes ut från företaget kort därefter, de sista 1975. Så småningom togs vid Kalkbrottsvillorna skötseln och ansvaret för vatten- och avloppsfrågor samt sophämtning över av Vingåkers kommun.

## Nordströms helautomatiska linbanesystem
Detta avsnitt beskriver aspekter av linbanan som även gäller linbanan Kristineberg-Boliden, eftersom den utnyttjade samma konstruktion som Kalklinbanan.
Linbanans vagnar är formade som hinkar, och hänger på en bygel som kan tippas för att tömma innehållet. Genom en friktionskoppling fästs de vid den rörliga draglinan som drar fram korgarna, och korgarnas fyrhjuliga boggier rullar längs den stillasittande bärlinan. Kopplingen lossas automatiskt vid mellanstationerna där korgarna byter draglina. Vagnarnas hjul var i början av järn, som senare ersattes med nylonhjul för att minska slitaget på bärkabeln och få tystare gång. Vagnarna har en maxfart på 2,7 meter per sekund eller 10 km/timme.

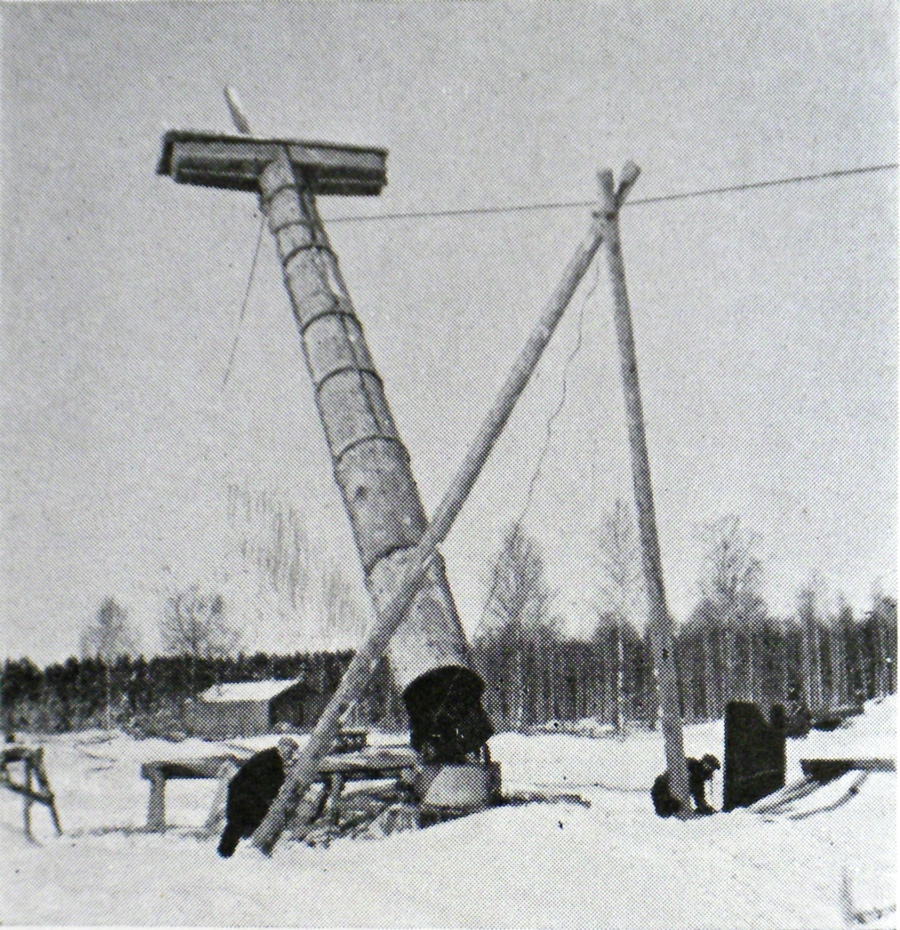
Gjutning av bock vid bygget 1940

På toppen av varje stolpe vilar bärkabeln i en kabelsko. För att korgarna inte ska spåra ur måste bärkabeln vara fri på ovansidan och kan då inte hållas fast. Bärlinan ligger ändå kvar i kabelskon tack vare vagnarnas tyngd och att varje sektion byggts spikrakt i sidled sett. I höjdled går det däremot bra med lutning, vilket låter banan följa terrängen på en höjd av 8–10 meter. Mellan korgarna hänger drivlinan ner, och fångas upp mot hjul på sidan av varje stolpe. Stolparna har inbyggd stege för att servicepersonal ska komma åt kabelskorna i toppen. Telefontrådar drogs längs med hela banan för kommunikation mellan stationerna.
Tidigare hade linbanefundament byggts i trä eller järn, men de här banstolparna tillverkades helt i armerad betong. Detta minskade behovet av underhåll, passade bättre in i naturmiljön och sparade järn som var en bristvara under andra världskriget. De flesta stolparna är av en standardform, en 90 cm betongcylinder som smalnar av vid toppen. De göts på plats med hjälp av en förtillverkad, återanvändbar plåtform. För stolpar som skulle vara något högre förlängdes fundamentet som de stod på. För mycket högre master, som de som korsar Hjälmaren (eller Skellefteälven för linbanan Kristineberg-Boliden), byggdes specialstolpar. Specialstolparna är ihåliga med en yttre diameter på 2,6 meter och invändig trappa, gjutna med glidform. Toppen varierar något i utseende, men fyller samma funktion som toppen på standardstolpen. Stolparna är numrerade med tresiffriga tal där räkningen börjar om på nytt hundratal vid varje sektion. Exempelvis har stolparna i Kristinebergs-banans första sektion nummer 101-171, nästa stolpe efter drivstationen har nummer 201.

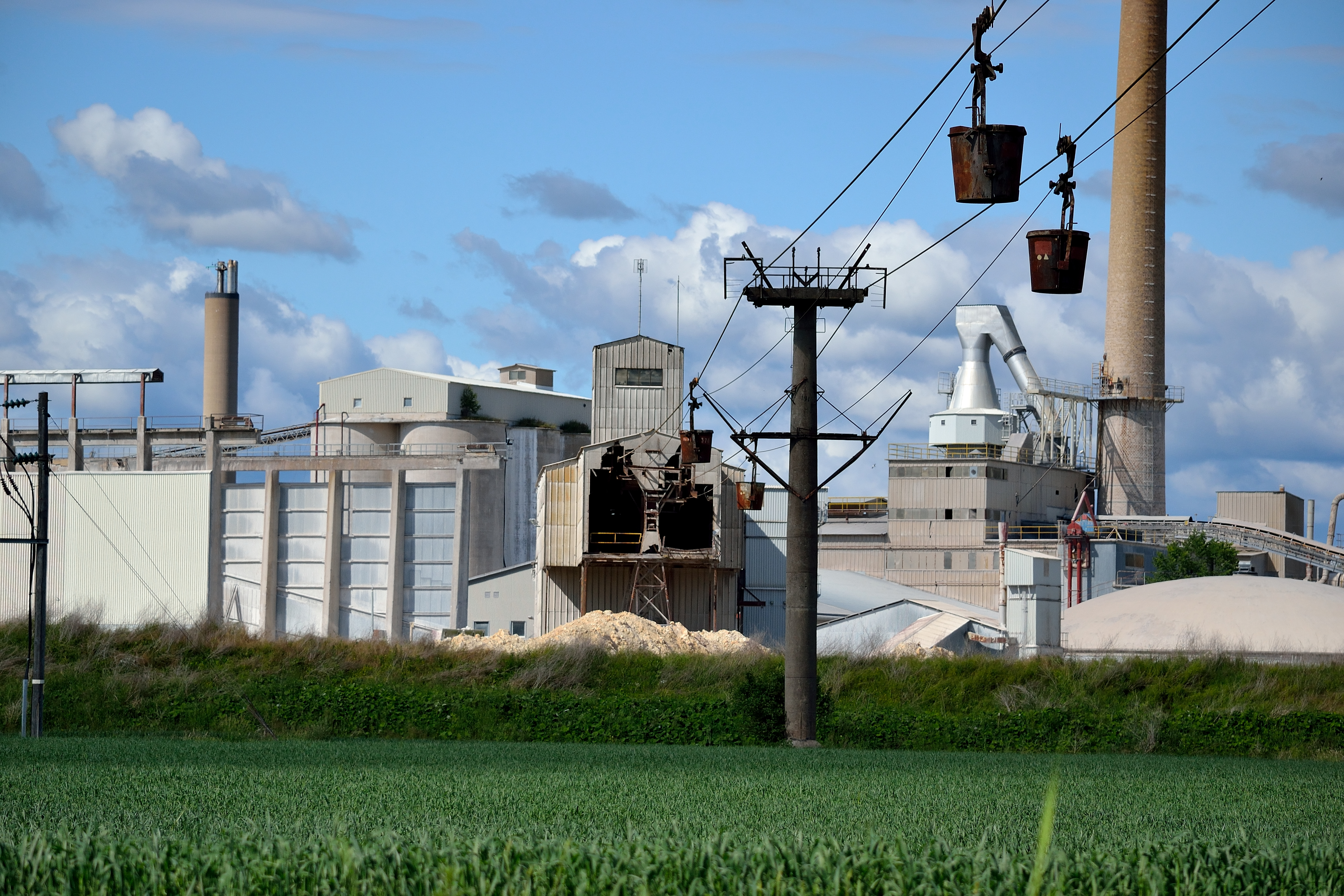
Drivstationen vid kalkfabriken i Köping

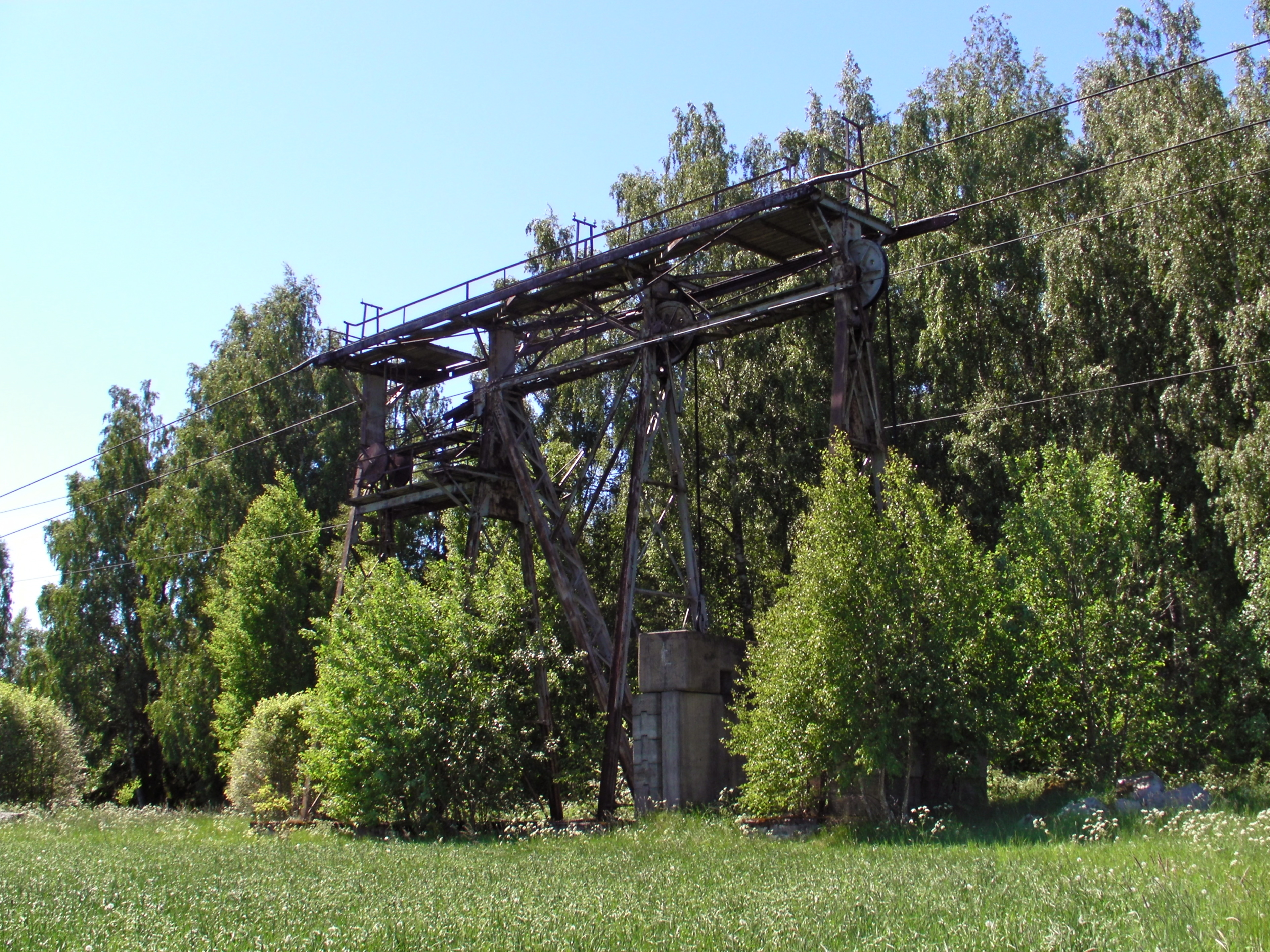
Spännstation

Tre typer av stationer ingår i systemet. Drivstationer, som med 135 hk (101 kW) elmotorer driver en eller båda sektionerna som de förbinder. Ändstationerna i Forsby och Köping där malmen lastades på respektive av, var också drivstationer. Vinkelstationer saknar motor, och byter bara vinkel på banan genom att skarva ihop två sektioner som drivs från andra sidan. Stationsbyggnaderna har stomme av järn, väggar av trä och tak av eternit. Draglinorna går i ändlösa slingor mellan stationerna, och hålls spänd med motvikter i ett torn i drivstationen. Mellan varje vinkel- eller drivstation är bärkabeln uppstyckad i fyra avsnitt, med spännstationer emellan. Dessa stationer är mindre, enkla konstruktioner som håller bärkabeln lagom spänd med motvikter av betong.
Från början var det tänkt att kabelskorna skulle smörjas regelbundet av en banvakt som vandrade från stolpe till stolpe. Detta krävde mycket arbetskraft och ersattes efterhand av en specialvagn som automatiskt smorde kabelskorna under sin tur längs banan. Personvagnar byggdes också, så att banvakten kunde åka längs hela sträckan och rapportera skador via radio. Under 1960-talet automatiserades driften så att bara ändstationerna och en mittstation bemannades.

### Drift

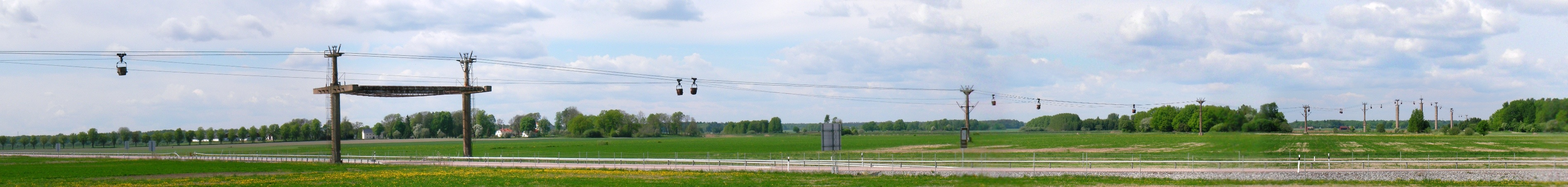
Kalklinbanan korsar E20.

Kalkstenen från Forsbybrottet grovkrossades och sorterades för hand. Stenkrosset, två olika sorter, lades sedan på lager i tre silor. Linbanevagnarna passerar under silorna där de vänder, och lastas automatiskt. Vid ändstationen i Köping töms vagnarna automatiskt, kalkstenen finkrossas och läggs på lager för cementtillverkningen.
Linbanan bärs av 235 stolpar av betong och är uppdelad i fyra sektioner med stationer i Forsby och Köping samt vid böjarna (vinkelstationer) i Granhammar, Malmberga och Knotberget. 10 av dessa stolpar är höga specialstolpar där linbanan korsar Hjälmaresund respektive Arbogaån, den högsta på 45 meter. 

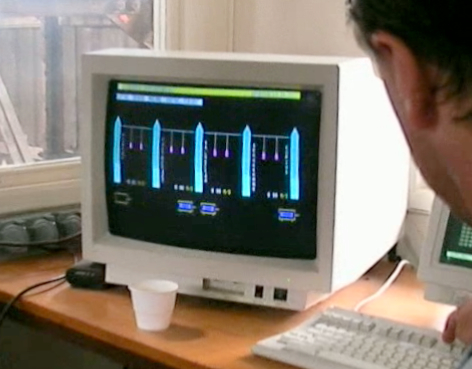
Styrterminalen med linbanans fyra sektioner.

Drivstationerna ligger i Köping, Malmberga och Forsby. Därtill 12 st spännstationer, och vid 8 korsningar med bil- eller järnväg är skyddsnät i betongramar uppsatta. Kalken transporterades i 750 korgar som vardera kunde lasta 1200 kg för en kapacitet på 90 ton/timme.
Vid invigningen i januari 1941 var banan världens längsta linbana med enkel bärlina (linbanan Massawa-Asmara i nuvarande Eritrea färdigställdes samma år och var 75 km lång, med dubbla bärkablar.) Rekordet slogs dock redan 1943 av linbanan Kristineberg-Boliden i Västerbottens län, som också byggdes av Nordströms.
Under 1970-talet provades ökning av lasten från 1 200 kg/vagn till 1 350 kg/vagn, vilket skedde genom att skaffa nya korgar med utbuktande botten och svetsa på en högre övre kant på de andra. Precis som med treskiften på linbanan Kristineberg-Boliden så avbröts detta efter en tid när det visade sig att den effektiva transportkapaciteten minskade på grund av driftavbrott och ökat underhållsbehov. Systemet har också införlivat korgar från nedlagda Nordströms-linbanor, bland annat i Rejmyre, Kvarntorp, Stora Vika och Lannabruk.
Lastning, lossning och av- och påkoppling av vagnar var mekaniskt automatiserad redan från starten. 1967 infördes automatisk drift med reläer och därmed förlorade mellanstationerna i Granhammar och Knotberget sin bemanning. 1987 gjordes ytterligare en modernisering med datorstyrning och radiolänk.
Linbanan användes även i viss utsträckning för råvaror till salpeterverken i Köping.

## Avveckling

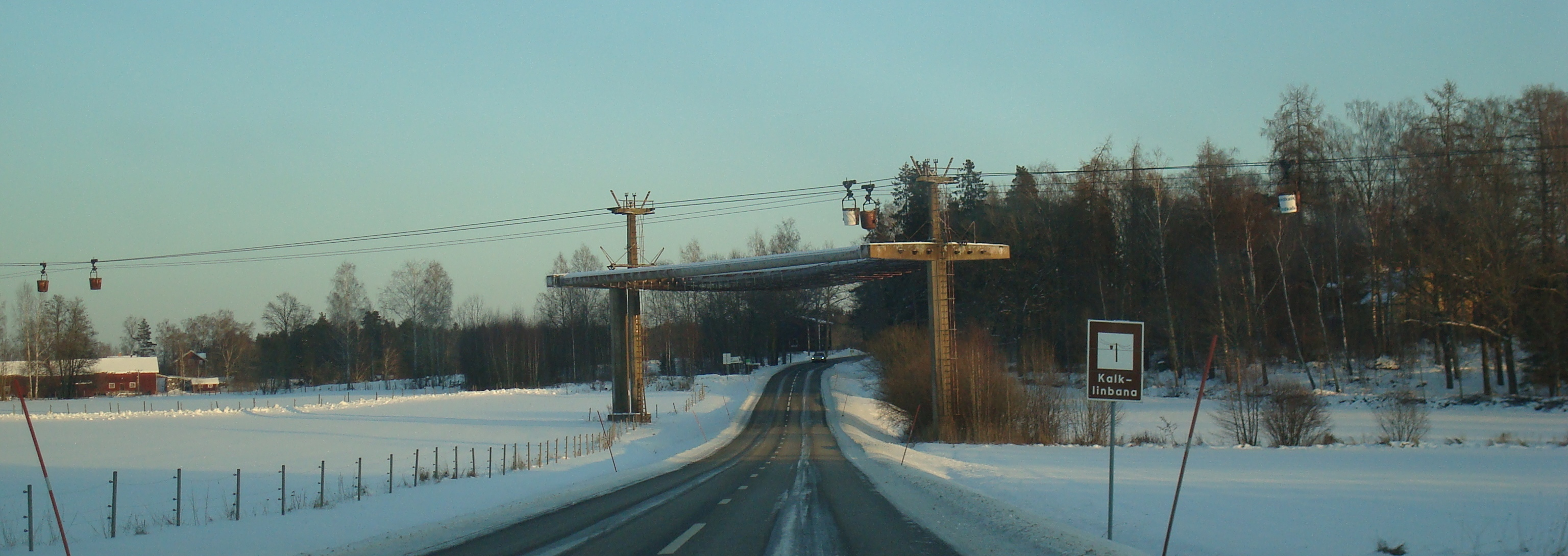
Kalklinbanan korsar länsväg 214

1974 drabbades cementfabriken av bristande lönsamhet. I och med att den ena av de två så kallade roterugnarna därför stängdes, halverades fabrikens kapacitet. 1977 stängdes även den andra ugnen och cementtillverkningen upphörde. Linbanan, som dittills varit i konstant drift under 36 år, blev då stillastående. 1980 hade flera faktorer tillkommit som ledde till att linbanan på nytt togs i drift – denna gång i enkelt skift. Efterfrågan på kalk inom jordbruket ökade, och brist på kalk till bestruket papper ledde till ökad efterfrågan även där. Dessutom gav stigande oljepriser ett fördelaktigt kostnadsläge för linbanan, som är eldriven.
Kalktransporten fortsatte därefter fram till 1997, då efterfrågan på Forsbykalken minskat till den grad att transportbehovet nåddes billigare med lastbil. I juni 1997 togs banan ur drift och hade då transporterat totalt 25 miljoner ton kalk och varit i drift i 53 år. Därmed blev Kalklinbanan den linbana i 10 km-klassen som hållits längst i drift i världen (närmast följande är Linbanan Kristineberg-Boliden, som kördes under 44 år). Sedan har linbanan bevarats som industriminne och provkörts årligen. 2003 utsågs linbanan till Årets industriminne av Svenska industriminnesföreningen.

### Möjligheter till nyanvändning
Den 18 juli 2013 offentliggjordes uppgifter om att Nordkalk begärt om förnyad koncession på kalkbrytning i Forsby om 190 000 ton årligen. Då Kalklinbanans nominella transportkapacitet är 90 ton/h motsvarar den nya brytningsvolymen drygt 8 timmars drift per arbetsdag, alltså full kapacitet i enkelt skift. På direkt fråga avslog Nordkalk möjligheten att använda linbanan som kalktransport, trots att detta skulle innebära att linbanan på nytt kunde användas för sitt ursprungliga syfte samt minska klimat- och trafikbelastningen.

### Rivning
Banans ägare Nordkalk lämnade in rivningsansökan till Kalklinbanans fem kommuner under juli 2012. Enligt ansökan ska betongstolparna lämnas kvar på samma sätt som vid rivningen av linbanan Kristineberg-Boliden. Linor, korgar och övriga anläggningar som spänn- och vinkelstationer ska rivas och säljas som skrot.

#### Turer i rivningsfrågan
I november 2009 meddelade Nordkalk att deras försök till överlåtelse av banan har misslyckats och att banan kommer att rivas, ursprungligen redan 2010. I december 2010 offentliggjordes en rapport beställd av Södermanlands och Västmanlands länsstyrelser, där frågan om rivning (helt eller delvis) eller bevarande bedöms ur kulturhistoriskt perspektiv. Rapporten slår fast att linbanan har "högt kulturhistoriskt värde", men att den måste bevaras i sin helhet för att det industrihistoriska värdet ska kunna tas tillvara. Därtill sägs att kalklinbanan fyller kriterierna för att bli förklarad som byggnadsminne. Det rekommenderas också att, då kalklinbanan är ”världsunik i sitt slag”, möjligheten att förklaras som världsarv eller kulturreservat undersöks närmare. Argument för partiellt bevarande av de respektive 4 sektionerna läggs fram, men med slutsatsen att bevarande av endast en sektion måste ses som "ett avsevärt misslyckande".
I juni 2011 ställde länsstyrelsen i Södermanland - som ska behandla tillstånd om eventuell rivning - ut ett brev till de kommuner som linbanan passerar. I brevet efterfrågas kommunernas synpunkter på möjligheten att bevara banan. Kommunerna har till den 30 augusti 2011 på sig att svara, och stöd från kommunerna är en förutsättning för att banan ska kunna bevaras enligt de planer som tidigare har diskuterats. Länsstyrelsen erkänner Kalklinbanans värde för regionen, och uttrycker sitt stöd för att banan bevaras.
I juli 2012 lämnades rivningsansökan in till kommunerna.
Industriarvsorganisationen TICCIH författade i februari 2013 ett öppet brev ställt till bland andra svenska Riksantikvarieämbetet. I brevet vädjar organisationens ordförande till berörda myndigheter att säkra bevarandet av linbanan, och framhåller dess unika status internationellt sett.
Trots detta varslades 27 mars 2013 att rivningen skulle påbörjas, och därmed omöjliggjordes byggnadsminnesmärkning. 26 juni påbörjades rivningsarbetet men på grund av en rad tekniska svårigheter avslutades inte första steget, att ta ner korgarna, förrän 15 juli.

#### Räddningsförsök
Med endast ett fåtal veckor kvar till rivning kungjorde föreningen Kalklinbanans vänner att de hade för avsikt att ta över, och på så sätt rädda linbanan åt eftervärlden. Endast ett fåtal dagar innan rivningen skulle komma igång meddelades att vänföreningens erbjudande avslagits av Nordkalk. Vänföreningen lade då fram ett förslag om att ta över en fjärdedel av banan, sektion 2 (Malmberga-Granhammar) samt ett par objekt i Forsby för att använda som levande museum och eventuellt även turisttrafik. Den angivna bandelen sparades sedan undan rivning samtidigt som en mindre mängd vagnar (c:a 100) ställdes undan vid verkstaden i Forsby för att användas på den bevarade sträckan. Parallellt med detta försökte en grupp entusiaster att rädda hela linbanan via ett föreningsägt aktiebolag (”Föreningen Kalklinbanan Forsby-Köping”).
De resterande sektionerna förstördes oåterkalleligt under hösten 2013 då några spännstationer revs, metallstolpar skrotades och vissa betongstolpar förstördes i samband med nedtagning av bärlinan. Under hösten pågick förhandlingar mellan Kalklinbanans vänner, Nordkalk och de markägare som berörs. I slutet av mars 2014 beslutade dock Nordkalk att, med anledning av de svar som inkommit från markägarna, inte slutföra bevarandeplanerna utan riva hela linbanan, även den räddade sektionen.

## Liknande linbanor
Ovan nämnda Linbanan Kristineberg-Boliden i Västerbottens län var nära 96 km lång och även den byggd av Nordströms linbanor enligt samma system som Kalklinbanan. Den transporterade slig mellan gruvan i Kristineberg och omlastningsstationen till järnväg i Boliden från 1943, fram till att den togs ur drift 1987. Vid rivningen bevarades en 13 kilometer lång sektion som byggdes om till personlinbana.
Kalkbruket i Černý Důl i Tjeckien har en 8 km lång linbana. I tyska Leimen går en linbana mellan Heidelbergs cementfabrik och kalkbrottet i Nußloch (5,3 km). Båda dessa var i drift under 00-talet.[källa behövs] Ytterligare relativt korta kalklinbanor finns bland annat i Žirany (Tjeckien) och i Mancherial (Indien).